# Cuvieronius
Cuvieronius is een geslacht van uitgestorven slurfdieren uit de familie Gomphotheriidae. Dit dier leefde tijdens het Plioceen en Pleistoceen op het Amerikaanse continent.

## Uiterlijk en leefwijze
Cuvieronius was met een lengte van 2.2 meter en een schouderhoogte van 2.7 meter een vrij klein slurfdier. Afgezien van de lengte, onderscheidde Cuvieronius zich van zijn verwanten door de brede, lange schedel en de eenvoudigere structuur van de kiezen. Het opvallendste kenmerk van Cuvieronius was echter de spiraalvormig s-gewonden slagtanden die een lengte van twee meter konden hebben. Cuvieronius voedde zich met zachte bladeren en het wordt wel aangeduid als 'bergmastodont' vanwege vondsten tot op 1400 meter, hoewel Cuvieronius ook in laaglandgebieden voorkwam. Dit slurfdier werd bejaagd door mensen en in Chili zijn stukken huid en spierweefsel van Cuvieronius gevonden in resten van hutten.

## Vondsten
Fossielen van neotropische slurfdieren worden al vermeld in Spaanse documenten uit de eerste helft van de zestiende eeuw, hoewel ze toen werden toegeschreven aan reuzen uit Indianenlegendes. Tijdens zijn Amerikaanse expeditie in 1802 vond Alexander von Humboldt in Mexico en Ecuador verschillende fossielen van Cuvieronius, die overeenkwamen met de kort daarvoor beschreven 'olifant van Ohio'. Von Humboldt zond zijn vondsten naar Georges Cuvier in Parijs die ze toeschreef aan mastodonten.
Cuvieronius hyodon, tegenwoordig beschouwd als de enige soort uit het geslacht, had een verspreidingsgebied dat liep van de zuidelijke Verenigde Staten tot in Zuid-Amerika. Het dier ontwikkelde zich in het noorden en migreerde met de Great American Biotic Interchange zuidwaarts. De soort verving in Midden-Amerika in het Plioceen Gomphotherium hondurensis. Vondsten van andere gomphotheriën, in het bijzonder Stegomastodon en Haplomastodon uit het Pleistoceen van Midden-Amerika worden tegenwoordig niet meer als zodanig erkend, maar tot Cuvieronius gerekend. Stegomastodon leefde alleen in Noord-Amerika, terwijl Haplomastodon in Zuid-Amerika voorkwam. Een partiële slagtand uit Costa Rica is de enige Midden-Amerikaanse vondst die aan Haplomastodon wordt toegeschreven. Vermoedelijk behoort het echter toe aan Cuvieronius, waarvan fossiele vondsten algemeen zijn in Costa Rica.
Cuvieronius overleefde langer dan de overige megafauna en in Colombiaanse Andes zijn fossielen gevonden van 6.000 jaar oud. Volgens sommige bronnen overleefde Cuvieronius in de Andes tot in de vijfde eeuw na Christus, waarna door overbejaging door de Indianen ook deze soort uitstierf.